# Rodrigo de la Fuente
Rodrigo de la Fuente és un exjugador de bàsquet espanyol nascut a Madrid el 26 de novembre de 1976. Mesura 2 m d'altura i pesa 99 kg. Jugava en la posició d'aler, i destacava pel seu excel·lent tir exterior i per la seva gran capacitat defensiva. Des del 1997 milità en el FC Barcelona, equip del qual va ser capità durant 9 temporades. La temporada 2006-2007 va deixar el club blaugrana en acabar el seu contracte. Amb el FC Barcelona ha conquistat una Eurolliga, una Copa Korac, quatre Lligues ACB i dues Copes del Rei, entre altres títols.
De la Fuente va ser internacional absolut en totes les categories de la selecció de Bàsquet d'Espanya. Amb la selecció absoluta ha participat en els Eurobasket de París de l'any 1999 i al de Suècia del 2003, on va aconseguir dues medalles de plata. També ha participat en els Jocs Olímpics de Sydney del 2000 i als d'Atenes 2004, i va participar en el Campionat del Món de Grècia del 1998.
El 2007 fitxà per la Benetton de Treviso per una temporada on jugà la ULEB. Es comprometé amb aquest equip després de fer-hi la pretemporada. El desembre del 2007 abandona la disciplina del club de Treviso i fitxà per la Virtus Lottomatica de Roma. Aquí es retrobà amb altres exbarcelonistes com ara Ukic, Drejer, Fucka i Bodiroga que actualment és el director esportiu de l'equip Romà.
El juny de 2013 anuncià la seva retirada del bàsquet professional.
En l'actualitat és el nou secretari tècnic del primer equip del Barça de bàsquet, càrrec en què substitueix Joan Creus, que és l'actual Mànager (Director tècnic).

## Clubs
- Club Baloncesto Estudiantes (Espanya): Fins al 1993.
- San Jacinto Junior College (Estats Units): 1994-1996.
- Washington State (Estats Units): 1996-1997.

## Palmarès

### Títols nacionals de Club
- 4 Lligues ACB: 1998-1999, 2000-2001, 2002-2003 i 2003-2004, amb el FC Barcelona.
- 3 Copes del Rei: 2000-2001, 2002-2003 i 2006-2007 amb el FC Barcelona.
- 1 Supercopa ACB: 2004-2005, amb el FC Barcelona.
- 1 Lliga Catalana de Bàsquet: 2004-2005, amb el FC Barcelona.

### Títols internacionals de Club
- 1 Eurolliga: 2002-2003, amb el FC Barcelona.
- 1 Copa Korac: 1998-1999, amb el FC Barcelona.

### Títols internacionals de Selecció
- 2 medalles de Plata en l'Eurobasket: París'1999 i Suècia'2003, amb la selecció espanyola.
- 1 medalla de Plata en l'Eurobasket Sub-20 de Turquia'1995, amb la selecció espanyola Sub-20.
- 1 medalla de Bronze Mundial Júnior d'Atenes'1994, amb la selecció espanyola Júnior.
- 1 medalla de Bronze Europeu Júnior d'Israel'1993, amb la selecció espanyola Júnior.

### Títols individuals
- Millor jugador debutant de la Lliga ACB: temporada 1997-1998.
- Millor jugador defensor de la Lliga ACB: temporada 2003-2004.